# Dzielnica Mariacka

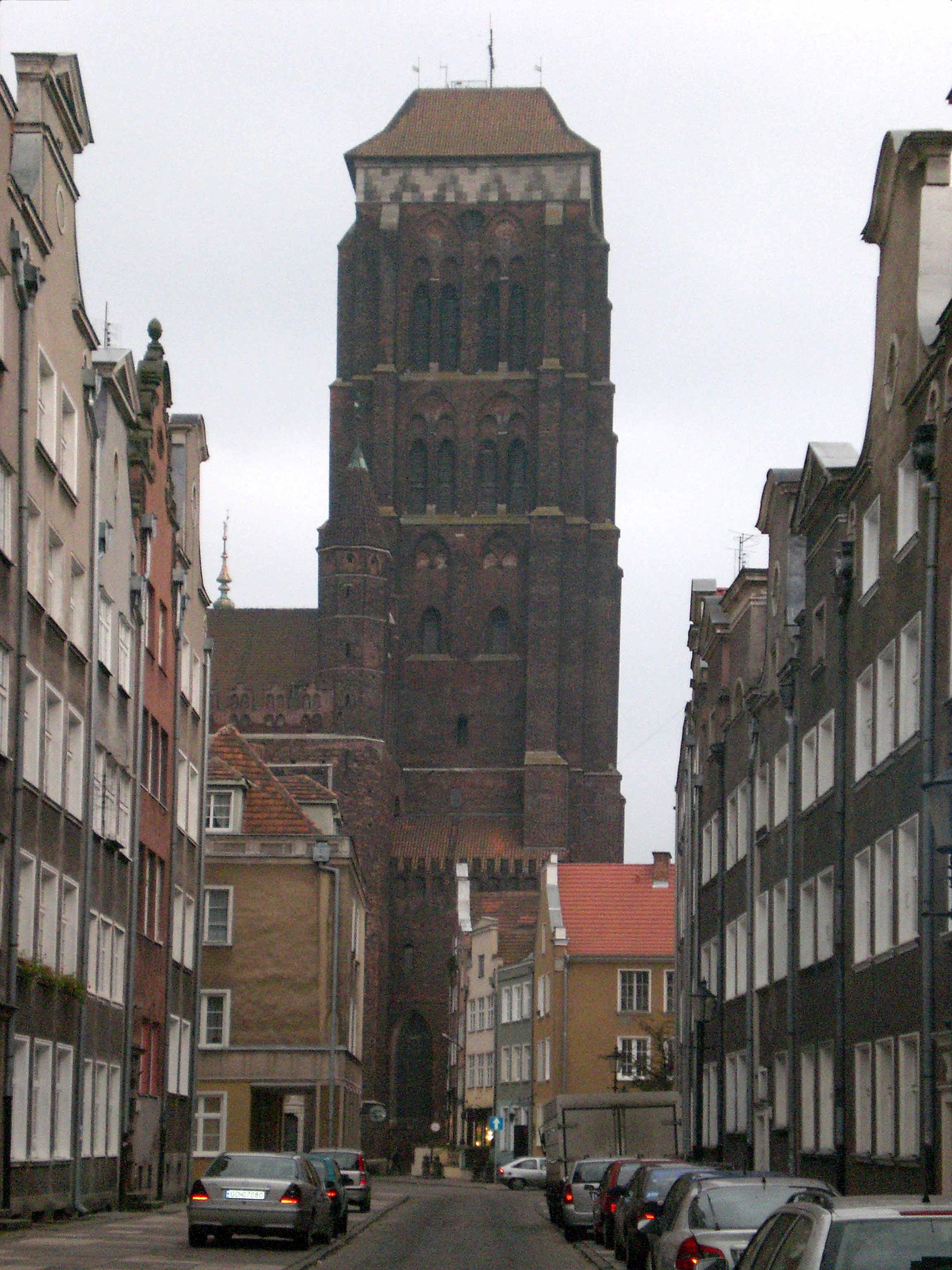
Kościół Mariacki z otoczeniem

Dzielnica Mariacka (niem. Frauenstadt) – historyczne osiedle w Gdańsku, na obszarze dzielnicy Śródmieście.
Mianem Dzielnicy Mariackiej były nazywane tereny skupione wokół kościoła Mariackiego, z których ludzie udawali się na nabożeństwa właśnie do tej świątyni. Można więc wywnioskować po dacie wybudowania kościoła, że taki podział powstał najwcześniej w XVI w.
Dzielnica Mariacka jest podjednostką jednostki morfogenetycznej Główne Miasto, w okręgu historycznym Gdańsk.
Współcześnie tereny Głównego Miasta stanowią integralną całość, a jego podział na jakiekolwiek jednostki terytorialne nie istnieje.